# Duncan McArthur

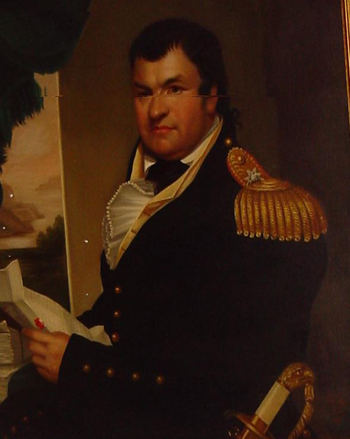
Porträt als Gouverneur

Duncan McArthur (* 14. Januar 1772 im Dutchess County, Provinz New York; † 29. April 1839 in Chillicothe, Ohio) war ein US-amerikanischer Politiker und von 1830 bis 1832 der elfte Gouverneur des Bundesstaates Ohio.

## Frühe Jahre
Duncan McArthur besuchte die örtlichen Schulen seiner Heimat in New York und Pennsylvania, wohin er im Jahr 1780 mit seinem Vater zog. Danach reiste er durch verschiedene Gegenden und arbeitete in verschiedenen Positionen als Aushilfskraft. Im Jahr 1790 nahm er an einem unglücklichen Indianerfeldzug unter General Josiah Harmar teil. Nach einem Umzug nach Kentucky war er zwei Jahre lang für diesen Staat als Indianer-Ranger tätig. Seine Aufgabe war es, entlang des Ohio River die Grenze vor Indianerübergriffen zu schützen. Im Jahr 1796 kam er in das damalige Nordwestterritorium und ließ sich in der neu gegründeten Stadt Chillicothe nieder. Diese Stadt sollte dann später die erste Hauptstadt des Staates Ohio werden. Dort erwarb er größere Landflächen und stieg bald zu einem der größten und reichsten Landbesitzer der Gegend auf.

## Politischer Aufstieg in Ohio
McArthur war einer der Gründer der Miliz dieses Staates. Dort brachte er es bis zum Generalmajor. Im Jahr 1804 wurde er in das Repräsentantenhaus von Ohio gewählt; zwischen 1805 und 1814 saß er im Staatssenat, wobei er in den Jahren 1809 und 1810 sogar dessen Präsident war. McArthur nahm am Krieg von 1812 teil. Dabei geriet er zwischenzeitlich in britische Kriegsgefangenschaft. Nach seiner Freilassung wurde er Brigadegeneral der US Army und diente unter William Henry Harrison. Nach dessen Rücktritt vom Posten des Oberkommandierenden der Nordwestarmee übernahm McArthur dieses Amt.
Nach dem Krieg gehörte McArthur einer Verhandlungskommission an, die mit den Indianern Friedensverträge schließen sollte. Zusammen mit Lewis Cass wurde im Jahr 1817 mit einigen Stämmen ein Friedensvertrag ausgearbeitet. Zwischen 1815 und 1830 war er mehrfach mit Unterbrechungen Mitglied des Repräsentantenhauses und des Senats von Ohio; im Repräsentantenhaus fungierte er von 1817 bis 1818 als Speaker. In den Jahren 1823 bis 1825 vertrat er seinen Heimatstaat im US-Repräsentantenhaus. Im Jahr 1830 wurde McArthur als Kandidat der National Republican Party zum neuen Gouverneur seines Staates gewählt.

## Gouverneur von Ohio
Duncan McArthur trat sein Amt am 18. Dezember 1830 an. In seiner zweijährigen Amtszeit wurde die Steuergesetzgebung reformiert und einige andere Gesetze des Landes wurden überarbeitet. Der Ausbau der Straßen wurde ebenso weiter betrieben wie der Ausbau der Wasserstraßen bzw. der Kanäle. Im Jahr 1832 bewarb sich McArthur nicht um die Wiederwahl, daher schied er am 7. Dezember dieses Jahres aus seinem Amt aus.
Nach dem Ende seiner Amtszeit scheiterte eine erneute Kandidatur für den Kongress an einer einzigen Stimme. Danach widmete er sich seinen privaten geschäftlichen Interessen. Schon bald verschlechterte sich sein Gesundheitszustand und er starb im Jahr 1839. Er war mit Nancy McDonald verheiratet, mit der er drei Kinder hatte.